# Joan Argemí i Fontanet
Joan Argemí i Fontanet (Sabadell, 5 de febrer de 1917 - 17 de març de 2009) fou un pediatre i polític sabadellenc.
Fill del doctor Joan Argemí i Lacoma i d'Emília Fontanet i Campmajó, es casà amb Teresa Renom i Gambús. El 1942 es doctorà a la Facultat de Medicina de la Universitat de Madrid. Es diplomà en puericultura a l'Escola de Puericultura de Barcelona. Va exercir el càrrec de director de la Clínica del Nen Jesús de Sabadell entre 1957 i 1986. Fou membre de la Junta de la Societat Catalana de Pediatria i president de la Filial del Vallès Occidental de l'Acadèmia de Ciències Mèdiques. Membre de l'Opus Dei des del 1950, fou tinent d'alcalde de Cultura entre 1958 i 1964. Sota el seu mandat es construïren escoles als barris de Ca n'Oriac, Can Puiggener i els Merinals. Va donar suport a la fundació i arrencada de l'Associació Pro-subnormals, l'Associació de Sord-muts, el Cineclub Sabadell i l'Agrupació Astronòmica de Sabadell. Exercí de president del grup de teatre Palestra i de la Joventut de la Faràndula. També va ser vicepresident del Centre d'Esports Sabadell, membre de la Fundació Bosch i Cardellach i l'any 2000 va rebre el Premi Tenacitat de les Agrupacions Professionals Narcís Giralt de Sabadell.